# Rudolf Kuntz
Rudolf Kuntz, eigentlich Johann Rudolf Kuntz (* 10. September 1797 in Mannheim; † 8. Mai 1848 in Illenau), war ein deutscher Tiermaler, Kupferstecher und Lithograf.

## Leben
Kuntz wurde zunächst von seinem Vater Karl Kuntz (1770–1830) ausgebildet, der seit 1795 mit Anna Maria, einer Tochter des Stadthauptmanns und Hofglasermeisters Georg Ludwig Oßwald, verheiratet war. Seine Großeltern väterlicherseits waren der Schreinermeister Johann Rudolf Kuntz (1745–1811) und dessen Frau Anna Maria (geborene Neumann). Er hatte sieben Geschwister, darunter einen jüngeren Bruder Ludwig Kuntz (1803–1876), der ebenfalls Maler wurde. Sein Bruder Konrad Karl Kuntz (1804–1881) wurde Verwaltungsbeamter, Gustav Kuntz (1807–1886) wurde preußischer Generalleutnant. Nach dem Tod seines Vaters wurde ihm vorübergehend die Aufsicht über die Karlsruher Gemäldegalerie anvertraut. Der Großherzog von Baden, Leopold, ernannte ihn am 12. März 1832 zum „badischen Hofmaler“, wobei ihm die Verpflichtung auferlegt wurde, jeweils innerhalb von zwei Jahren ein Gemälde für die Galerie zu liefern. Kuntz malte vorzugsweise Landschaften mit Pferden, zuweilen auch andere Tiere, wie zum Beispiel Störche. Weite Verbreitung fanden die durch den Großherzog initiierten Veröffentlichungen über Pferde. Für diese Werke unternahm er Studienreisen nach Deutschland, England (London), Frankreich (Paris) und Ungarn, um die unterschiedlichen Pferderassen direkt nach der Natur zu zeichnen.
Den Speisesaal von Schloss Stutensee bei Karlsruhe schmückte er mit einem Zyklus von zwölf Bildern englischer Gestütspferde aus. Er starb in einer Heil- und Pflegeanstalt in Illenau und fand in Karlsruhe seine letzte Ruhestätte.

## Werke (Auswahl)

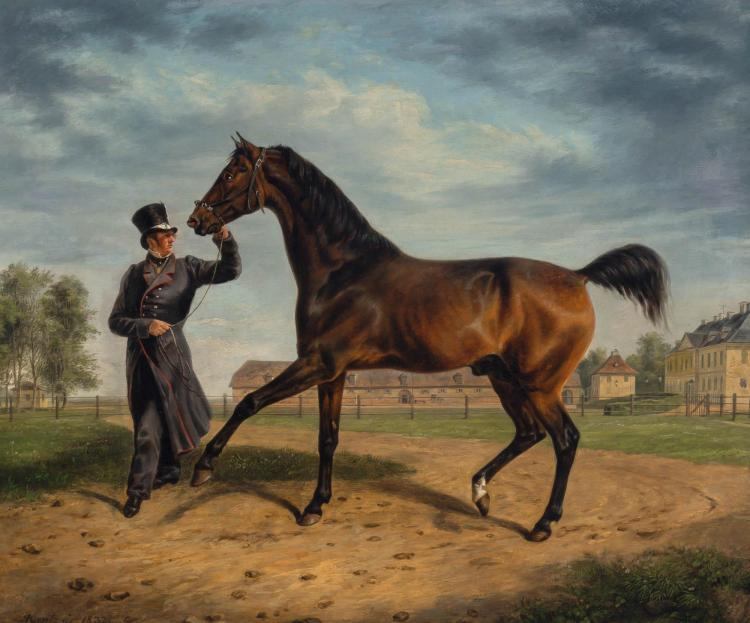
Ein Pferd mit einem Bräutigam im Kostüm (1832)

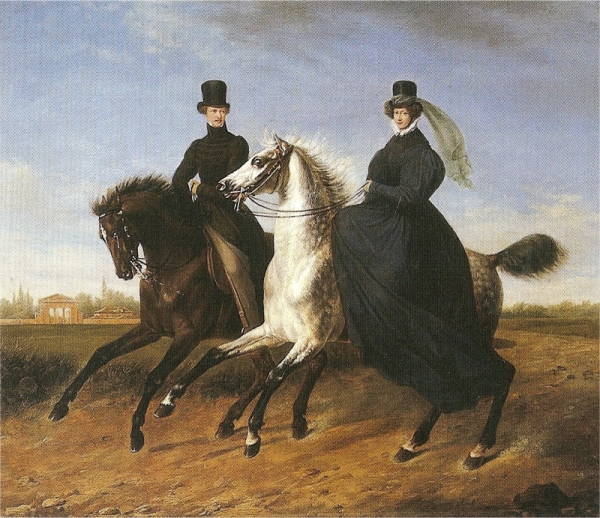
General Krieg von Hochfelden und Gemahlin zu Pferde

- Pferdetränke am Brunnen 60 × 80 cm
- um 1832: Stute mit Füllen im Stall
- 1832 gemeinsam mit Anna Maria Ellenrieder: General Krieg von Hochfelden und Gemahlin zu Pferde
- um 1835: Pferderennen bei Iffezheim 60 × 80 cm
- 1834: Englischer Vollbluthengst 52 × 60 cm
- um 1841: Englische Vollblutstute
- um 1841: Zwei kämpfende Stiere
- 1844: Ansicht des Jagdschlosses Stutensee bei Karlsruhe mit Staffage von Pferden 57 × 96 cm
- um 1858: Stehender schwarzer Stier bei ruhenden Kühen. Im Hintergrund das neue Schloss Baden-Baden. 45 × 63 cm

Reproduktionen
- Wilhelm von Kobell: Übergang der russischen Armee über den Rhein bei Sandhofen am 1. Januar 1814. (als Umrisszeichnung)

Illustrationen
- Ernst Fries: Malerische Ansicht des Rheins, der Mosel, des Haardt und Taunusgebürges. J. Engelmann, Heidelberg 1820, doi:10.11588/diglit.62775 (in 72 Blättern, mit anderen, hier als Rudolph Kunz bezeichnet).
- Abbildungen königlich-württembergischer Gestütspferde von orientalischen Racen. Gezeichnet nach dem Leben. Verlag Ebner, Stuttgart 1823–1826 (3 Bände, Lithografiert durch Lorenz Ekeman-Allesson [1790–1828]).
- E. d’Alton (Texte): Abbildungen sämtlicher Pferde-Racen. Nach dem Leben gezeichnet; mit naturhistorischer Beschreibung von Edouard Joseph d’Alton. Karlsruhe 1827–1832 (4 Hefte).